# Schnepfegg Selbstversorgerhütte
Das Schnepfegg ist eine Selbstversorgerhütte des Bezirks Hinterwald der Sektion Vorarlberg des Österreichischen Alpenvereins im Bregenzerwaldgebirge in Vorarlberg. Sie liegt auf dem Gebiet der Gemeinde Schnepfau auf einer Höhe von 885 m ü. A.

## Geschichte
Die Hütte wurde 2006 vom Bezirk Hinterwald der Sektion Vorarlberg neu erbaut. Die Hütte hat eine Wohnküche mit Komplettausstattung, Dusche, WC, und eine Veranda ist vorhanden. Die Hütte kann nur komplett gebucht werden.
Aus der Sektion Vorarlberg heraus bildeten sich Ortsgruppen, die sich zu sogenannten „Bezirken“ zusammenschlossen, es existieren 15 Alpenvereinsbezirke, aus diesen entstand der Bezirk Hinterwald. Jedes Mitglied kann frei wählen, welchem Alpenvereinsbezirk es angehören möchte. Die Vorstände der jeweiligen Alpenvereinsbezirke bilden die Generalversammlung des Alpenverein Vorarlbergs.

## Zustieg
- Die Gehzeit von Schnepfau beträgt rund 20 min.
- Ein Parkplatz vor der Hütte ist vorhanden.[1]

## Hütten in der Nähe
- Lustenauer Hütte, bewirtschaftete Hütte, Bregenzerwaldgebirge, 1250 m ü. A.
- Bregenzer Hütte, bewirtschaftete Hütte, Bregenzerwaldgebirge, 1290 m ü. A.
- Firsthütte, Selbstversorgerhütte, Bregenzerwaldgebirge 1300 m ü. A.
- Bergheim Au, Selbstversorgerhütte, Bregenzerwald 800 m ü. A.
- Bartholomäusalpe (Gaishütte) Alpe, Lechquellengebirge 1657 m ü. A.
- Zafernalpe, Alpe, Lechquellengebirge 1702 m ü. A.[4]

## Tourenmöglichkeiten
- Von Schnepfegg auf die Alpe Unterhirschberg, Wanderung, Bregenzerwald, 5,4 km, 2 Std.
- Von Schnepfau auf den Hirschberg, Wanderung, Bregenzerwald, 18,2 km, 7 Std.
- Schnepfau – Schnepfegg – Mittelhirschbergalpe – Obere Hirschbergalpe – Untere Hirschbergalpe – Giblenvorsäß – Schnepfau, Wanderung, Bregenzerwald, 15,9 km, 4,5 Std.
- Von Schnepfau zur Weißenbachalpe, Wanderung, Bregenzerwald, 10,7 km, 3 Std.
- Schnepfau – Hirschberg – Schnepfau, Wanderung, Bregenzerwald, 17,7 km, 7 Std.
- Schnepfau – Hirschau – Rosenburg – Schnepfegg, Wanderung, Bregenzerwald, 8,3 km, 3 Std.[4]

## Gipfelbesteigungen
- Hirschberg 1834 m ü. A., Höhenunterschied 949 m, Gehzeit 3 Std.
- Gopfberg 1316 m ü. A., Höhenunterschied 431 m, Gehzeit 1,5 Std.[1]

## Karten
- WK 364 Bregenzerwald, Wanderkarte 1:50.000 Landkarte – Gefaltete Karte, ISBN 978-3-85084-764-3